# Henryk Bromowicz
Henryk Bromowicz (Brommer) (ur. 22 lutego 1924 w Katowicach, zm. 30 grudnia 1982 w Warszawie) – polski hokeista na lodzie, reprezentant Polski, trzykrotny olimpijczyk z 1948, 1952 i 1956.

## Życiorys
Syn Karola i Leokadii z domu Smełka. Absolwent szkoły średniej. Do roku 1950 używał nazwiska Brommer. 
Występował w HKS Siemianowiczance, RKS Sile Giszowiec i Legii Warszawa. 
W reprezentacji Polski wystąpił 54 razy zdobywając 2 gole. Uczestniczył również w trzech turniejach o Mistrzostwo Świata w 1947, 1955 i 1957. 
Po zakończeniu kariery zawodniczej był trenerem Partizana Belgrad, Legii Warszawa, GKS Murcki Tychy oraz Pomorzanina Toruń. Zasłużony Mistrz Sportu. 
Zmarł 30 grudnia 1982 w Warszawie w wyniku obrażeń odniesionych w wypadku autobusowym.